# Nichelino
Nichelino (piemontiul Ël Niclin) egy 48.982 lakosú község Torino megyében. Torino közvetlen szomszédságában fekszik. Áthalad rajta a Sangone, a Pó egyik mellékfolyója. Népességét tekintve Torino megye ötödik, a Piemont régió kilencedik legnagyobb települése.

## Demográfia
Nichelino lakossága a 20. században ugrásszerűen megnövekedett. Míg 1961-ben 15 ezren, addig 1971-ben már 45 ezren éltek itt. A 2000-es évekre elérte, hogy lakosai között megtalálhatók valamennyi olasz megye szülöttjei.

## Látnivalók

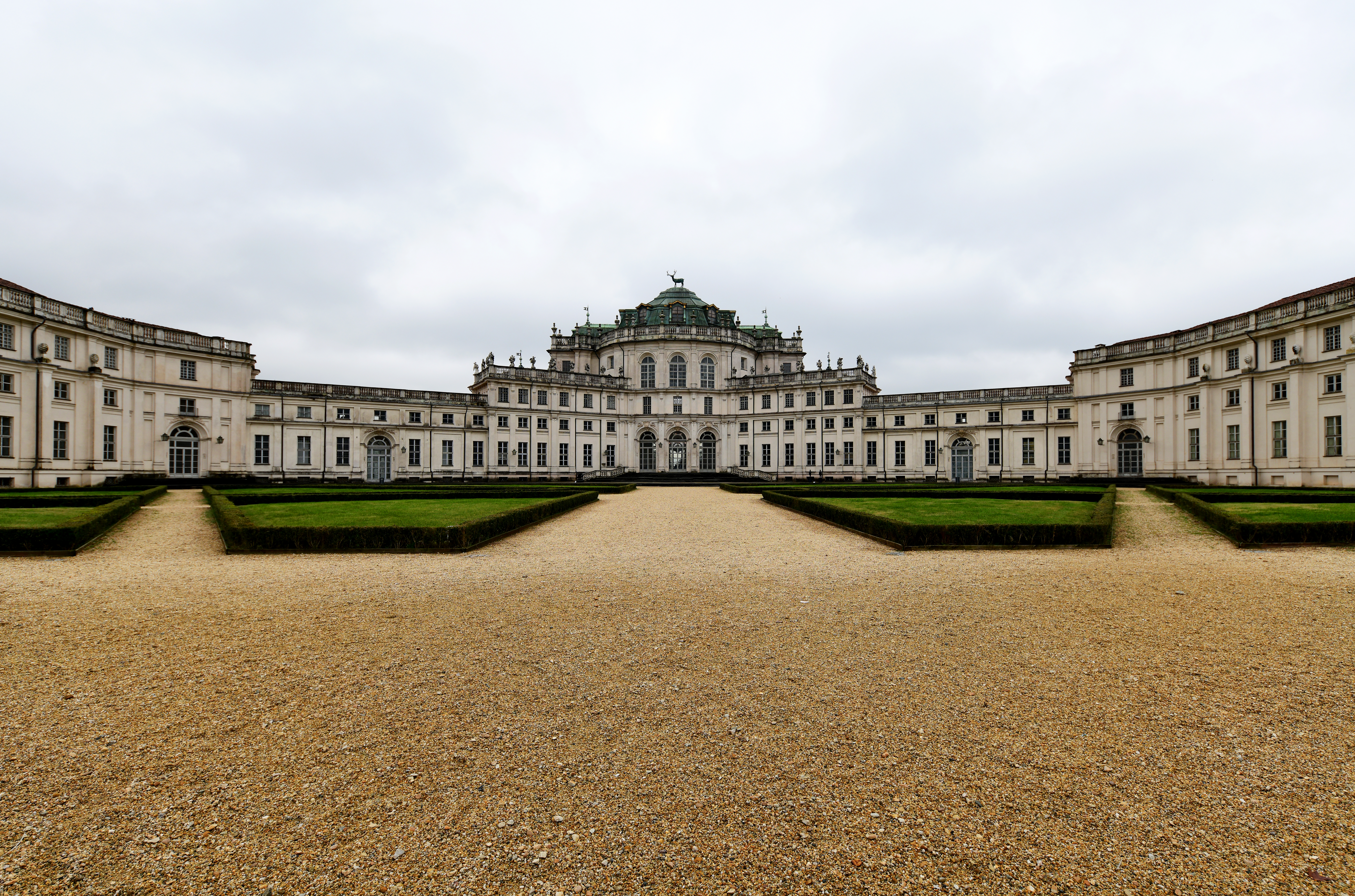
Stupinigi vadászkastély

Területén található a Savoyai-család Stupinigi vadászkastélya, amely szerepel az UNESCO világörökségi listáján.
A nichelinoi kastély, más néven az Occelli Palota 1565-ben épült már létező alapokra. Belsejében a Madonna delle Grazie kápolna, ami Nichelino első temploma volt a 13. században.

### Fordítás
- Ez a szócikk részben vagy egészben  a   Nichelino című olasz Wikipédia-szócikk fordításán alapul.  Az eredeti cikk szerkesztőit annak laptörténete sorolja fel. Ez a jelzés csupán a megfogalmazás eredetét és a szerzői jogokat jelzi, nem szolgál a cikkben szereplő információk forrásmegjelöléseként.